# شاكر بوعلاقي
شاكر بن موسى بوعلاقي (مواليد 23 فبراير 1981 بتبردقة الجزائر) شاعر وروائي وكاتب أغاني جزائري.

## سيرة
بعدما أنهى دراسته الثانوية عام 1999، بدأ مسيرته الشِّعرية مبكرا، حيث كان يكتب في مجالات الشعر والرواية وكتابة الشعر النثري الثقافي عبر جريدة دنيا الوطن، ملحق مجلة السفير ومضة ونشاط صحفي عبر مجلة همسة، عُرف أن دوره كشاعر المرأة حيث أن جل موضوعات قصائده تدور في مجال الحب والغزل. ويُعد الديوان الشعري مملكة العشاق من أبرز أعماله. ألّف عددا كبيرا من الأغاني الشرقية بمختلف اللهجات العربية وكتب حوالي 70 قصيدة 
- كان أول شاعر جزائري يكتب باللهجة «المصرية» (حيث تنوعت كتابته بمختلف اللهجات اللبنانية، والخليجية، والجزائرية، والمصرية).

## مؤلفاته[4]
- ديوان شعر مملكة العشاق، نشرته مطبعة دار المعرفة الجزائر عام 2015.[5]

- ديوان اعترفات امرة عاشقة نشرته دار المثقف عام 2017م وقد جاء في مئة وخمسين صفحة وثلاثين قصيدة من القطع المتوسط[6][7]
- ديوان أنا والحب والمطر عام 2018م
- رواية رسائل من الماضي عام 2018 م[8]

## الجوائز
- الدرع الإبداع الذهبي من مؤسسة واد النيل للنشر والتوزيع الإعلامي
- المركز الأول في جائزة الأيام الأدبية للإبداع والفنون بخنشلة عام 2015؛
- المركز الثاني بمسابقة أجمل قصيدة من الشعر النثري من جامعة بسكرة عام 2016؛

## وصلات خارجية
- الشاعر شاكر بوعلاقي يصدر ديوانه مملكة العشاق ويهديه لروح الراحلة وردة الجزائرية وكالة قدس للانباء
- ديوان «مملكة العشاق» لروح الراحلة وردة الجزائرية.. على موقع المنار
- الشاعر شاكر بوعلاقي يصدر ديوانه الأول مملكة العشاق جريدة دنيا الوطن
- خبر الشاعر الجزائري شاكر بوعلاقي يصدر ديوانه مملكة العشاق ويهديه لروح الراحلة وردة الجزائرية موقع المشرق نيوز
- شاكر بوعلاقي” يصدر ديوانه مملكة العشاق ويهديه لروح الراحلة وردة الجزائرية وكالة فرست نيوز
- الشاعر شاكر بوعلاقي لجريدة شباب مصر امنيتي ان اصل يوما لاكون سفير الشعراء والادباء الجزائريين جريدة شباب مصر
- “شاكر بوعلاقي” يصدر ديوانه مملكة العشاق ويهديه لروح الراحلة “وردة الجزائرية” صحيفة الديوان
- الشاعر «شاكر بوعلاقي» يصدر ديوانه مملكة العشاق ويهديه لروح الراحلة «وردة الجزائرية ا» صحافة عربية
- «اعترافات إمراة عاشقة» جديد الشاعر شاكر بوعلاقي جريدة الشعب الجزائرية
- «اعترافات امرأة عاشقة» ديوان جديد للشاعر الجزائرى شاكر بوعلاقي بوابة الاهرامجريدة